# Hypselodoris ghardaqana
Hypselodoris ghardaqana is een slakkensoort uit de familie van de Chromodorididae. De wetenschappelijke naam van de soort is, als Chromodoris ghardaqana, voor het eerst geldig gepubliceerd in 1957 door Gohar & Aboul-Ela.